# Anaplectoides abbea
Anaplectoides abbea là một loài bướm đêm trong họ Noctuidae.